# Diocesi di Bafatá
La diocesi di Bafatá (in latino Dioecesis Bafatana) è una sede della Chiesa cattolica in Guinea Bissau immediatamente soggetta alla Santa Sede. Nel 2023 contava 35.550 battezzati su 827.700 abitanti. È retta dal vescovo Víctor Luís Quematcha, O.F.M.

## Territorio
La diocesi comprende le seguenti regioni della Guinea-Bissau: Gabú, Bafatá, Quinara, Tombali e Bolama.
Sede vescovile è la città di Bafatá, dove si trova la cattedrale di Nostra Signora della Grazia (Nossa Senhora da Graça).
Il territorio si estende su 24.635 km² ed è suddiviso in 14 parrocchie.

## Storia
La diocesi è stata eretta il 13 marzo 2001 con la bolla Cum ad fovendam di papa Giovanni Paolo II, ricavandone il territorio dalla diocesi di Bissau.

## Cronotassi dei vescovi
Si omettono i periodi di sede vacante non superiori ai 2 anni o non storicamente accertati.
- Carlos Pedro Zilli, P.I.M.E. † (13 marzo 2001 - 31 marzo 2021 deceduto)
  - Sede vacante (2021-2025)
- Víctor Luís Quematcha, O.F.M., dall'8 marzo 2025

## Statistiche
La diocesi nel 2023 su una popolazione di 827.700 persone contava 35.550 battezzati, corrispondenti al 4,3% del totale.
| anno | popolazione | popolazione | popolazione | presbiteri | presbiteri | presbiteri | presbiteri                | diaconi | religiosi | religiosi | parrocchie |
| anno | battezzati  | totale      | %           | numero     | secolari   | regolari   | battezzati per presbitero | diaconi | uomini    | donne     | parrocchie |
| ---- | ----------- | ----------- | ----------- | ---------- | ---------- | ---------- | ------------------------- | ------- | --------- | --------- | ---------- |
| 2001 | 31.000      | 490.000     | 6,3         | 16         | 4          | 12         | 1.937                     |         | 13        | 30        | 9          |
| 2002 | 31.000      | 490.000     | 6,3         | 10         | 7          | 3          | 3.100                     |         | 4         | 25        | 4          |
| 2003 | 31.000      | 511.000     | 6,1         | 9          | 6          | 3          | 3.444                     |         | 6         | 32        | 4          |
| 2004 | 31.000      | 490.000     | 6,3         | 12         | 6          | 6          | 2.583                     |         | 9         | 32        | 6          |
| 2006 | 33.000      | 511.000     | 6,5         | 17         | 10         | 7          | 1.941                     |         | 9         | 35        | 11         |
| 2007 | 33.000      | 523.000     | 6,3         | 19         | 11         | 8          | 1.736                     |         | 10        | 31        | 10         |
| 2012 | 36.400      | 685.000     | 5,3         | 21         | 9          | 12         | 1.733                     |         | 13        | 28        | 10         |
| 2015 | 34.635      | 719.000     | 4,8         | 22         | 13         | 9          | 1.574                     | 2       | 9         | 32        | 9          |
| 2018 | 35.295      | 739.040     | 4,8         | 21         | 13         | 8          | 1.680                     | 1       | 9         | 26        | 12         |
| 2020 | 35.600      | 756.600     | 4,7         | 24         | 15         | 9          | 1.483                     |         | 11        | 26        | 13         |
| 2022 | 35.710      | 816.930     | 4,4         | 20         | 13         | 7          | 1.785                     |         | 8         | 23        | 14         |
| 2023 | 35.550      | 827.700     | 4,3         | 25         | 17         | 8          | 1.422                     |         | 9         | 26        | 14         |